# بروفيترول
بروفيترول هي حلوى تتألف من كريات العجين المحشيّة بالكريما أو بالمثلجات كبوظة الحليب أو الشوكولاتة. يمكن أن تغطّى كريات البروفيترول بصلصات متعدّدة كالشوكولاتة أو الكراميل ما يجعل طعمها مميّز.
لتحضير البروفيترول بالكريما مع صلصة الشوكولاتة يستخدم الدقيق والبيض والسمن والسكر والفانيليا والملح. أما الكريما فتحضّر من الكريما الجاهزة (شانتيي) والحليب السائل. أخيراً تحضّر صلصة الشوكولاتة غالباً من الشوكولاتة والكاكاو والعسل والحليب.
تحتوي حصّة البروفيترول بالكريما (200غ تقريباً) بحسب موقع شهية، على المعلومات الغذائية التالية:
- السعرات الحرارية: 431
- الدهون: 15
- الدهون المشبعة: 6
- الكوليسترول: 136
- الكاربوهيدرات: 63
- البروتينات: 11

## وصلات خارجية
وصفة البروفيترول مع معلوماتها الغذائية 